# 江左镇
江左镇位于河南省伊川县县城东24公里的橡子岭南，全乡辖35 个行政村，81个自然村，总面积79.9平方千米。

## 行政区划
江左镇下辖以下地区：
白土窑村、江左村、刘村、乔村、王庄村、翟村、石张庄村、苑庄村、孟家窑村、晋庄村、周村、温寨村、李屯村、张凹村、五里头村、耿村、程村、遵王村、刘楼村、苏村、相寨村、杨窑村、魏村、上王村、塔沟村、王窑村、官庄村、杨沟村、张窑村、武寨村、白村、吴沟村、李寨村、贾村和段村。
1. ↑  . 中华人民共和国国家统计局. 2023 （中文（中国大陆））.[]